# آنیا میجیا
آنیا میجیا (انگلیسی: Annia Mejia؛ زادهٔ ۱۲ مارس ۱۹۹۶) بازیکن فوتبال اهل مکزیک است.
وی همچنین در تیم‌های ملی فوتبال United States women's national under-20 soccer team, Mexico women's national under-20 football team، و زنان مکزیک بازی کرده‌است.